# Muine Bheag
Bagenalstown ou Muine Bheag en irlandais (« petit fourré »), est une ville située au sud-est de la république d'Irlande, dans le comté de Carlow, le long du fleuve Barrow. Lors du recensement de 2022, elle comptait 2 945 habitants.

## Histoire
Muine Bheag à comme saint patron Lappan (en) qui aurait fondé une école monastique au VIIIe siècle juste au sud de la ville, dans le townland de Donore. 
La localité a été fondée au début du XVIIIe siècle par Lord Walter Bagenal (1670-1745), qui avait son siège à proximité. Il appartenait à l'éminente famille Bagenal, qui résidait au manoir de Dunleckney dans le comté de Carlow.
Elle devait s'appeler New Versailles et s'inspirer de Versailles. Mais peu après, la route principale pour les calèches fut déplacée en traversant déjà le Barrow à Leighlinbridge, contournant ainsi la localité. Il abandonna donc son projet. Seul le palais de justice fut achevé. Avec la construction de la ligne de chemin de fer en 1846, Bagenalstown gagna en importance et en taille.

## Lieux et sites

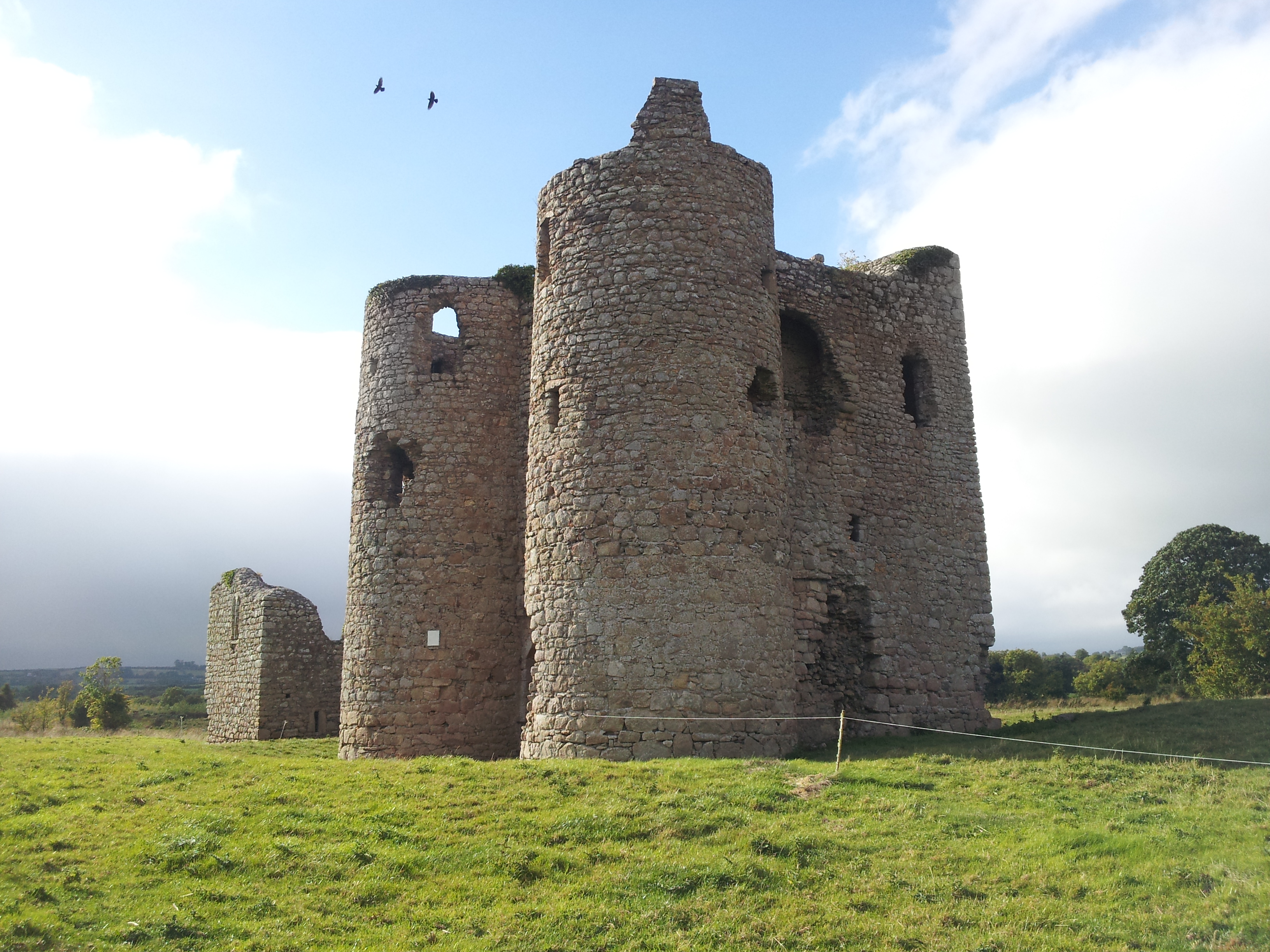
Château de Ballyloughan.

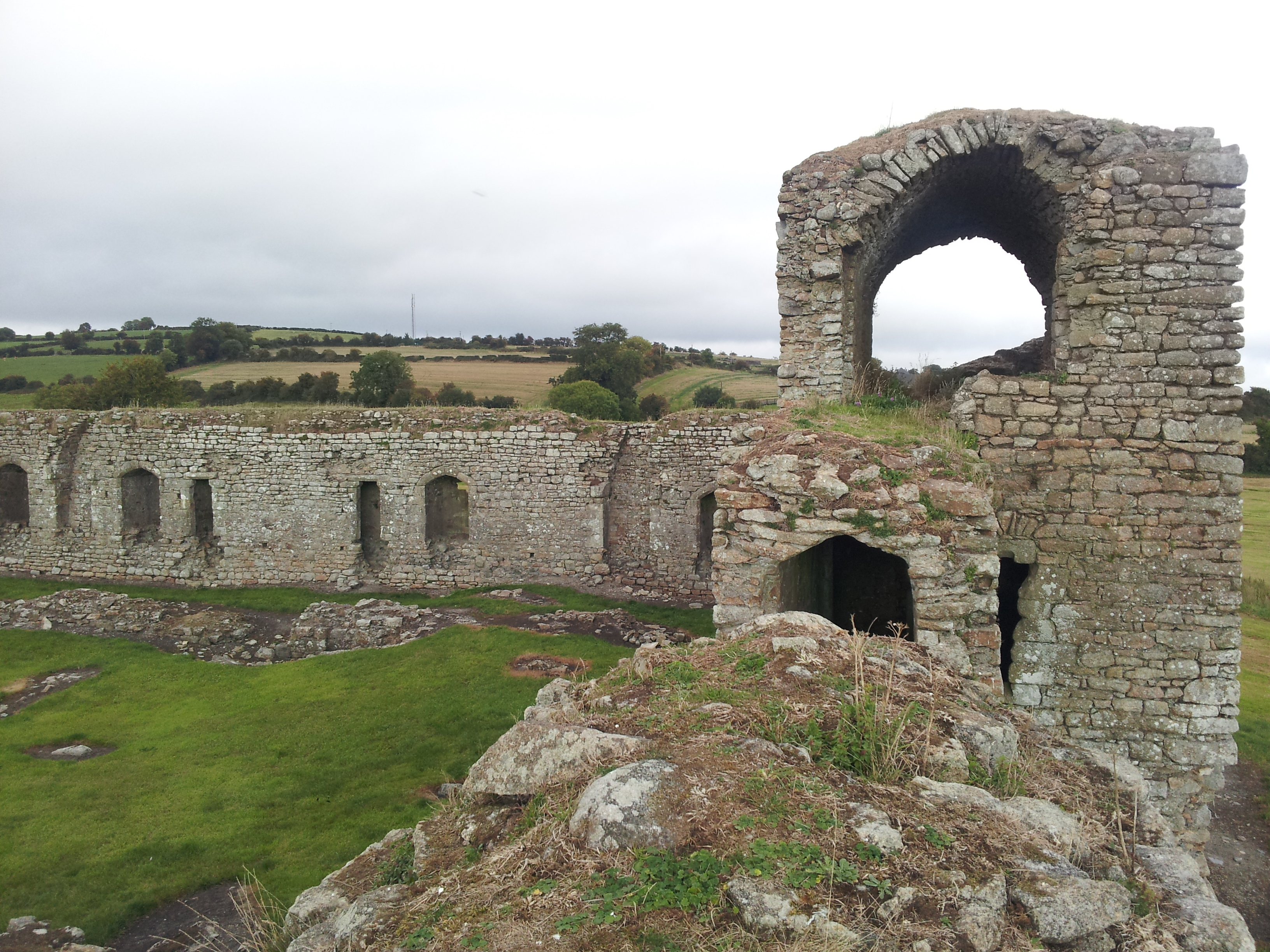
Château de Ballymoon.

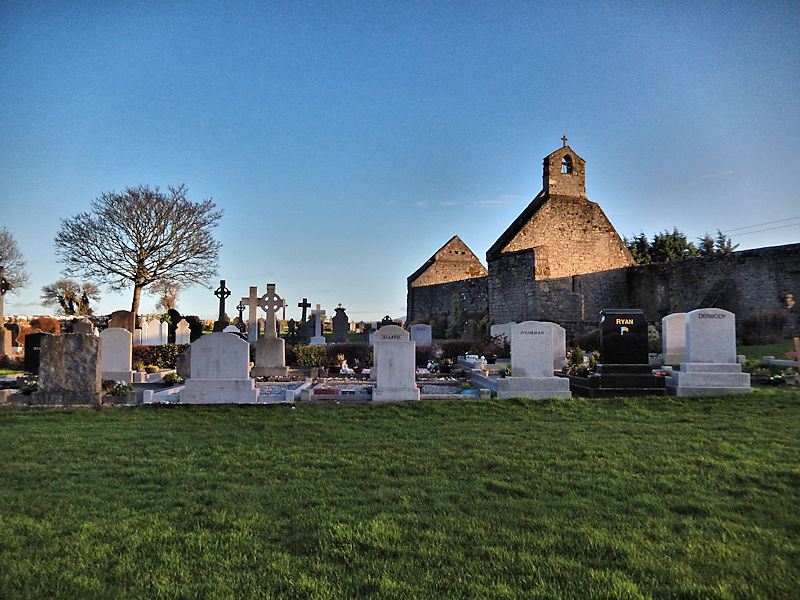
L'église de Wells.

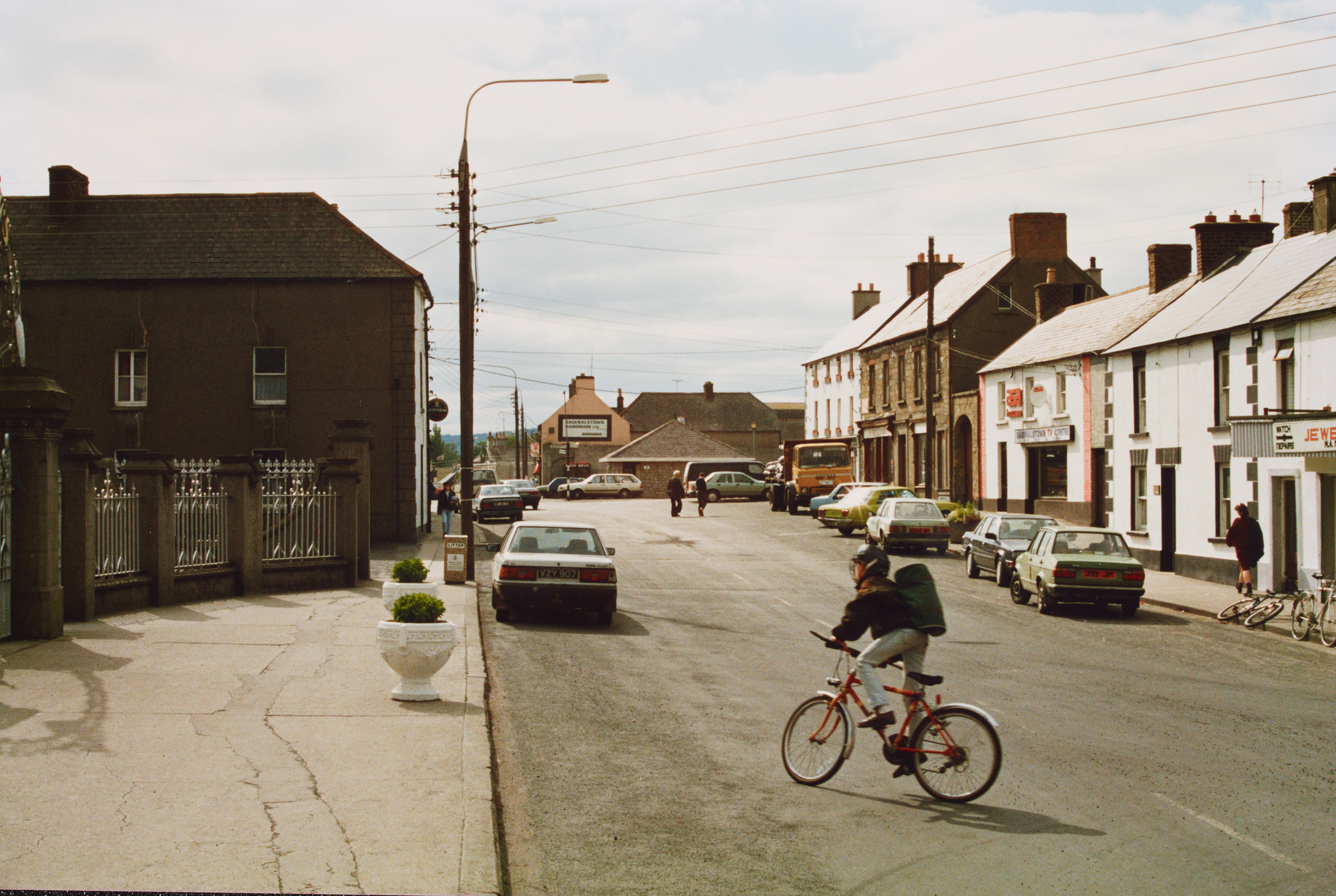
Market Square (1991).

Près de Bagenalstown se trouve le château de Ballyloughan, qui comprend une porte fortifiée à deux tours, le hall et les fondations d'une des tours d'angle d'un grand château datant d'environ 1300. 
Le château de Ballymoon se trouve à 3 km à l'est de Bagenalstown et daterait du XIIIe siècle. 
L'un des plus beaux points de vue se trouve sur la route de Leighlinbridge, qui comprend la flèche de l'église catholique St Andrews et la tour de l'église St Marys Church de l'Église d'Irlande. L'église St Andrews a été construite dans les années 1820 sur un terrain fourni par la famille Newton, successeurs des Bagenal.
L'église de Wells, située non loin des châteaux, est la ruine préservée d'une église datant de 1262. Elle est entourée d'un cimetière toujours utilisé.
L’ancien moulin d’Henry Rudkin témoigne de l'industrie meunière qui a prospéré à partir du début du XVIIIe siècle. La construction du Grand canal a permis à des bateaux pouvant transporter jusqu'à 40 tonnes de marchandises de se rendre directement à Dublin. La tradition de la meunerie s'est également accompagnée de l'apparition d'usines à gaz et de salines aux XVIIIe et XIXe siècles. La voie navigable a très vite perdu de son importance après l'arrivée du chemin de fer et, en 1852, seuls quelques bateaux de commerce circulaient encore. En 2018, le Canal n'était plus utilisé que comme attraction touristique.

## Économie
- Brasserie de bière Carlow Brewing Company (O'Hara's)[3].

## Jumelage
- Pont-Péan (France) depuis 1999